# Zapatistas

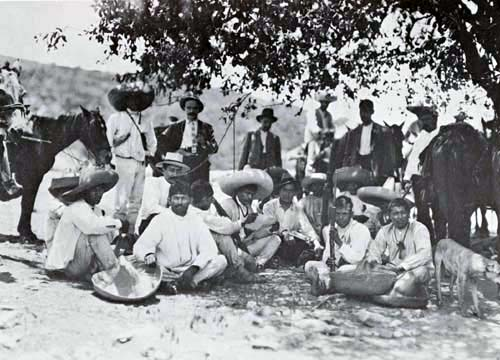
Zapatistas

Als Zapatistas bzw. Zapatisten werden überwiegend sozialrevolutionäre indigene politische Gruppierungen im Süden Mexikos, vor allem im Bundesstaat Chiapas, bezeichnet.
Internationale Beachtung fanden die Zapatistas 1994 infolge des bewaffneten Aufstandes der Ejército Zapatista de Liberación Nacional unter Subcomandante Marcos. Der Name der Zapatistas geht zurück auf Emiliano Zapata (1879–1919), einen Führer der mexikanischen Revolution im Süden Mexikos, und seine zum Ejército Libertador del Sur (deutsch: „Befreiungsarmee des Südens“) gehörenden Mitstreiter. Mitunter wird deshalb auch zwischen Zapatistas und Neo-Zapatistas unterschieden.